# CamCast
CamCast（キャムキャスト）は、「CAM（カメラ映像）」を「CAST（伝送・運搬）」することをイメージさせる造語。
XVD CamCastリアルタイムエンコーダ (生産・販売 株式会社ビー・エイチ・エー)
XVD CamCastシリーズは小型・高性能なハードウェアIPエンコーダとして放送業界はもとよりハイエンドユーザから一般ユーザまで幅広い分野で活躍した。同製品の特性は、高画質（特に1Mbps以下のエンコードビットレートにおける画質）、低遅延、手のひらサイズの小型・省電力設計。
XVD CamCastシリーズはBHA社が生産、販売していたが、2008年同社倒産の際に正規販売は終了している。その後は顧客フォローのため株式会社キャムキャスト7（旧：キャムキャスト・コミュニケーションズ）社（CamCast7 Inc.）が、対応可能な範囲に限ってメンテナンス、サポートに協力している。なおキャムキャスト7は企業向けにインターネットライブ中継サービスを提供する会社で、現在はXVD CamCast製品以外のハードウェアエンコーダ製品の販売も行っている。

## SDラインナップ
CamCast SX(2009年販売終了)

CamCast CX(2009年販売終了)

CamCast EX(2008年販売終了)

CamCast WirelessLink(2009年販売終了)

XVD Enterprise SD-150(2012年4月 メーカー生産終了に伴い販売終了)

## HDラインナップ
CamCast Pro HD-1000(2009年販売終了)

XVD Professional HD-2000(2012年4月 メーカー生産終了に伴い販売終了)

XVD Professional HD-2500(2012年4月 メーカー生産終了に伴い販売終了)